# Quadruple helix
Koncept quadruple helix, známý také jako čtverná šroubovice, představuje jednu z rozšiřujících forem partnerství zaměřených na spolupráci v oblasti výzkumu a inovací. Centrální myšlenkou tohoto konceptu je vytváření inovací prostřednictvím vzájemné spolupráce, nikoliv izolovaným vytvářením inovací jednotlivými aktéry modelu. Koncept reprezentuje strukturu složenou ze čtyř hlavních účastníků, kterými jsou firmy, univerzity, vláda a občanská společnost. Tyto subjekty spolupracují, navazují vztahy a budují a obnovují sítě, což vede k vytváření nových inovací. 
Jedná se o model rozšiřující triple helix o jeden subjekt navíc - občanská společnost.

## Charakteristika modelu
Pro formování čtverné šroubovice jsou klíčové tři kroky: prostředí inovací, znalostí a konsenzu. Začíná se vytvářením znalostního prostředí, kde aktéři generují, šíří a využívají znalosti, posilují produkci znalostí a soustřeďují výzkumné aktivity pro podporu inovací. Druhým krokem je prostředí konsenzu, které zastupují vláda a nevládní organizace. Zde se vyjednává o zdrojích pro znalostní oblast, definují se pravidla a předpisy, podporují výzkumné a inovační programy a posilují komunikaci mezi aktéry. Toto prostředí slouží ke setkávání různých institucí a oborů, kde dochází k výměně zkušeností a tvorbě nových myšlenek. Posledním krokem je inovační prostor, který tvoří znalostní infrastrukturu pro podporu inovací. To se děje prostřednictvím vědeckotechnických parků, podnikatelských inkubátorů, inovačních center a poradenských agentur. Cílem inovačního prostoru je rozvíjet zdroje pro usnadnění komercializace znalostí a dosahování cílů stanovených v předchozích krocích. 

## Subjekty quadruple helix

### Univerzity
Univerzity mají tři klíčová poslání: vzdělávání, vědecko-výzkumnou činnost a novou roli akademického podnikání. Jejich zaměření se posouvá od vědeckého bádání směrem k inovacím, kreativitě a aktivnímu využívání znalostí pro prospěch akademické sféry, veřejnosti i podnikatelských aktivit. Vysoké školy fungují jako podnikatelské subjekty, které komercializují své duševní vlastnictví, zakládají spin-off firmy a spolupracují na projektech s komerční sférou, přičemž tak přispívají k regionálnímu rozvoji a inovačnímu potenciálu regionu.
V konceptu quadruple helix je zásadní úkolem univerzity produkce a přenos informací, vědomostí a znalostí ve spolupráci s podnikatelskou sférou. Podnikatelská sféra je konečným zákazníkem univerzitních výstupů a zároveň hlavním zaměstnavatelem lidského kapitálu. Univerzita vytváří výstupy v podobě zkušeností a znalostí, které poskytuje podnikům formou licencí a školení zaměstnanců. Spolupráce s podniky přináší univerzitě dodatečné finanční zdroje a přístup k aplikovaným poznatkům.
Třetím aktérem v této triádě je vláda, která ovlivňuje univerzitu prostřednictvím právního rámce stanoveného zákony a působením vládních orgánů, týkajícího se školství, hospodářství, práce, regionální politiky, a politiky vědy a výzkumu.

### Podniky
Podnik, při provozování své činnosti, má vliv nejen na sebe, ale také na své okolí. Kromě ovlivňování zaměstnanců, managementu a vlastníka ovlivňuje také další zainteresované subjekty, jako jsou věřitelé, odběratelé, dodavatelé a konkurence. Navíc, má podnik širší dopad na konkrétní region a celkovou ekonomiku dané země. Aby mohl podnik pozitivně ovlivňovat své okolí a přispívat k celkové konkurenceschopnosti regionu, je nezbytné, aby disponoval určitou konkurenční výhodou a obstál v konkurenci s ostatními firmami.
V dnešní době je konkurenceschopnost podniku silně závislá na inovacích, které se stávají klíčovým faktorem. Při vytváření inovací se podniky často zaměřují na tzv. otevřené inovace, což znamená spolupráci s jinými subjekty.
Spolupracující podniky mohou mít různé oborové zaměření, právní formu i velikost. V rámci spolupráce mohou zapojit jak výrobní podniky, zaměřené na hmotnou produkci, například zemědělské a průmyslové podniky, tak i podniky poskytující nehmotné výstupy ve formě služeb. Dále sem mohou patřit obchodní podniky, které se zaměřují na nákup zboží a jeho následný prodej. 

### Vláda
Stát by měl vytvářet příznivé podnikatelské prostředí tím, že stanoví legislativu a podmínky pro podnikání a zajistí fyzickou, institucionální a sociální infrastrukturu, která umožní efektivní spolupráci mezi vzdělávací a podnikovou sférou. Cílem vlády je vytvořit kvalitní a přívětivé prostředí, které podporuje zvýšení konkurenceschopnosti ekonomiky. To zahrnuje vlivy ovlivňující postavení a chování podnikatelských subjektů. I když jsou prostory pro podnikání víceméně dané a podniky mají omezenou schopnost je ovlivnit, stát má povinnost nastavit pravidla fungování trhu. Přitom by však neměl zasahovat do podnikatelské strategie, protože nadměrný státní zásah může vést k útlumu podnikatelské sféry.
V rámci veřejné správy v České republice může být několik složek součástí partnerství modelu quadrupule helix. Mezi tyto složky patří ústřední orgány státní správy, jako je vláda České republiky, ministerstva a další ústřední orgány státní správy, například Český statistický úřad. Tyto orgány poskytují institucionální podporu podnikání. Součástí ústředních orgánů státní správy jsou také územní orgány veřejné správy, zastoupené obcemi a kraji, a územně dekoncentrované orgány státní správy, jako je krajská pobočka Úřadu práce.
Další složky vlády, které mohou být zapojeny do spolupráce, zahrnují orgány profesní a zájmové samosprávy, jako jsou Komora daňových poradců ČR a Advokátní komora. Posledním prvkem spolupráce jsou organizační složky a organizace, které mohou být založeny nebo zřízeny zmíněnými orgány.

### Občanská společnost
Občanská společnost představuje kolektivní subjekt, který sdružuje jednotlivce žijící na konkrétním území. Tito jednotlivci jsou v interakci s univerzitou, průmyslem a vládou jako zákazníci, občané nebo členové komunity, s cílem přispět k tvorbě inovací a podpoře socioekonomického růstu v daném regionu. Občanská společnost nejen využívá a vyžaduje inovace v podobě zboží a služeb, ale aktivně se účastní inovačního procesu.
Její zapojení do vývoje nových výrobků a procesů je klíčové nejen pro testování nových produktů, ale také pro jejich produkci a design. Tento přístup reflektuje přesun od znalostní ekonomiky k tzv. znalostní společnosti, kde občanská společnost hraje aktivní roli při tvorbě, sdílení a využívání znalostí napříč celým společenstvím.

## Formy spolupráce
Regionální spolupráce mezi podniky může nabývat různých forem, a jednou z nich je síťování. Síťování mezi dvěma nebo více podniky spočívá ve vzájemném sdílení zdrojů a informací. Jeho cílem je vytváření externalit, což může zahrnovat rozšíření trhu nebo snížení nákladů díky efektu úspor z rozsahu. V rámci sítě se podniky propojují a společně přispívají k vytváření konečného produktu. Spolupráce může zahrnovat spolupráci na výzkumu a vývoji, budování distribuční sítě nebo poskytování společného prodejního servisu. Tyto sítě mohou také zahrnovat spolupráci s výzkumnými ústavy, vzdělávacími institucemi a veřejnými orgány.
V tomto typu spolupráce nenastává ztráta právní ani organizační subjektivity, což je typické pro těsnější formy spolupráce, například fúzi nebo akvizici. Sítě a klastry jsou schopny pružně reagovat na měnící se globální tržní prostředí.